# Štadión Lokomotívy v Čermeli
Štadión Lokomotívy v Čermeli je fotbalový stadion. Má oválný tvar a kapacitu 10 787 míst. Postaven byl v roce 1970, větší renovace se ale dočkal až v roce 1997. Osvětlení stadionu je 1 200 luxů. Leží v nadmořské výšce 219 m n. m.
Dříve zde odehrával své domácí zápasy klub FC Lokomotíva Košice (po ní je také stadion pojmenován), po roce 1997 se zde pak vystřídaly další dva ligové kluby, 1. FC Košice a FC VSS Košice.
Stadion v minulosti hostil dva mezinárodní zápasy slovenské fotbalové reprezentace.